# 후지타정
후지타정(藤田町)은 후쿠시마현 다테군에 있던 정이다. 현재의 구니미정의 중심부에 해당한다.

## 역사
- 1889년 4월 1일 - 정촌제 시행에 의해 3촌의 구역으로 성립하였다.
- 1911년 11월 10일 - 후지타촌이 정으로 승격해 후지타정이 되었다.
- 1954년 3월 31일 - 아마루메촌, 고사카촌, 오키도촌, 모리에노촌, 오에다촌과 합병해, 구니미정이 성립하여, 동일 후지타정은 폐지되었다.

## 교통

### 철도
- 일본국유철도
  - 도호쿠 본선

현재는 도호쿠 신칸센이 구촌 지역을 통과하지만 당시에는 미개통 상태였다.

### 도로
- 국도 4호선

현재는 구촌 지역에 도호쿠 자동차도로가 지나가고 있지만, 당시에는 미개통 상태였다.

## 참고문헌
- 角川日本地名大辞典 7 福島県